# LS Magazine
LS Magazine（エルエス マガジン、通称LS、LSM、またはLS Studio、LS Models）は、ウクライナで運営されていた少女ヌードをコンテンツとする児童エロチカもしくは児童ポルノのインターネット・サイト。
分かれており、その全体像は正確には不明（LS-Magazineはその中心的なシリーズ）。主にクレジットカード決済の会員制で、世界中に多くの会員を有した。モデルとして8歳から16歳までの児童1,500人（もっと少数との報道もある）をウクライナのキエフ、ハリコフ、南部のシンフェロポリで募集し、ヌード写真を撮影、米国およびカナダのサーバに送って運営されていた、と報道された。その製作量と知名度は他サイトの追随を許さず、まもなく世界で最もメジャーな少女ヌードサイトとなる。同時にこれを模倣したサイトや画像の横流しも頻発した。写真ははじめは芸術的な体裁をとったものの、年を重ねるごとに表現は過激化していった。ハードコアなポルノ（性交・性交類似行為）は最後まで製作しなかったが、後半にはモデル少女の性器をアップで写すカットが常習化していた。スタジオ撮影と屋外撮影があり、スタジオ撮影は強いメイクを施したさまざまな趣向の少女のコスプレ作品が売り物で、少数であるが動画も作っていた。とりわけ原色を多用した鮮やかでクリアな色合いの写真、モデルの楽しげな表情と演技も類似サイトに比較して際立っていた。サイトには、製作写真は性的にわいせつなものはなく米国法において合法である、と注記されていた。
2004年にはこのサイトを攻撃する専門のウイルスまで現れている（トロイの木馬の一種Trojan.Httpdos）。ウクライナ警察によるとその利益は短い期間に数十万ドルに上るといわれる（ロイター通信2004年7月28日）。主催者は20~30代半ばのウクライナ人だと報じられた。米国FBIとウクライナ警察の数ヶ月間の調査の後、2004年7月に摘発され消滅。 その後の経緯についてプラウダ2005年4月6日号などによると、カメラマン3人（1人は未成年）と、ディレクター1人が逮捕された。かかわった少女は1,500人で報酬は撮影1回につき10-40ドル。
経営者には、毎月10万ドルの収入があったと想定される。しかし、少女とその家族たちは捜査に極めて非協力的で、少数のものしか証言に応じようとしなかった。また中心人物は政府高官の圧力によって釈放された、という報道もある。捜査は2005年4月に終結。その後、LSでモデルを務めていた少女たちの中には、さまざまなサイトでハイティーンのヌードモデルとして活動しているものも見られる。